# Derby (sport)
Un derbi sau derby (pronunție în engleză [dɑ:bi]) reprezintă o confruntare sportivă dintre două echipe din același oraș sau regiune, în special în fotbal. 
În prezent, în multe țări europene, în care limba engleză a fost mult timp un mister, termenul este utilizat cu înțelesul deformat (deci greșit) ca un meci sportiv de mare importanță, a căror participanți sunt de valori aproximativ egale și au o rivalitate directă, fie între cluburi, fie între suporteri. O altă trăsătură caracteristică a unui derbi e că meciul trebuie să aibă o repetabilitate frecventă, și nu trebuie să fie unic. Astfel, face parte dintr-o mai largă categorie de termeni sportivi preluați greșit din limba engleză: golgheter, golaveraj etc, de către comentatorii sportivi inculți.
Pentru așa-zisul „derby/derbi”, în înțelesul greșit de la noi, englezii folosesc termeni ca: „top-billing match”, „the pick of the matches”. Francezii spun „match en tête d'affiche”.
În sportul ecvestru un derby este o cursă specială de trap sau de galop a celor mai buni cai de trei ani, care are loc o dată pe an.

## Origini
Termenul își are originile de la The Derby, o cursă de cai din Anglia, fondată de 12th Earl of Derby în 1780, de atunci, cel puțin din 1840 'derby' a fost utilizat ca substantiv în limba engleză, pentru a desemna orice tip de competiție sportivă.
O altă teorie, neacceptată însă de Oxford English Dictionary, este că termenul ar proveni chiar de la orașul Derby.